# Tsvetana Pironkova
Tsvetana Pironkova, née le 13 septembre 1987 à Plovdiv, est une joueuse de tennis bulgare, professionnelle entre 2002 et 2017 puis revenue 2020 et 2021.
Elle remporte son premier titre en janvier 2014 à Sydney.
Elle ne manque aucun tournoi du Grand Chelem entre 2006 et 2017, soit 47 participations consécutives. Son meilleur résultat dans cette catégorie est une demi-finale en 2010 à Wimbledon.

## Palmarès

### Titre en simple dames
| No | Date       | Nom et lieu du tournoi     | Catégorie | Dotation  | Surface    | Finaliste        | Score    |          |
| -- | ---------- | -------------------------- | --------- | --------- | ---------- | ---------------- | -------- | -------- |
| 1  | 05-01-2014 | Apia International, Sydney | Premier   | 710 000 $ | Dur (ext.) | Angelique Kerber | 6-4, 6-4 | Parcours |

### Finale en simple dames
Aucune

## Parcours en Grand Chelem

### En simple dames
| Année | Open d'Australie | Open d'Australie    | Internationaux de France | Internationaux de France | Wimbledon       | Wimbledon           | US Open         | US Open         |
| ----- | ---------------- | ------------------- | ------------------------ | ------------------------ | --------------- | ------------------- | --------------- | --------------- |
| 2005  | —                | —                   | —                        | —                        | Q3              | Julia Vakulenko     | Q2              | Tiffany Dabek   |
| 2006  | 2e tour (1/32)   | Laura Granville     | 2e tour (1/32)           | Shahar Peer              | 2e tour (1/32)  | Agnieszka Radwańska | 1er tour (1/64) | Jamea Jackson   |
| 2007  | 1er tour (1/64)  | Akiko Morigami      | 1er tour (1/64)          | Serena Williams          | 1er tour (1/64) | Agnieszka Radwańska | 2e tour (1/32)  | Justine Henin   |
| 2008  | 2e tour (1/32)   | Svetlana Kuznetsova | 2e tour (1/32)           | Anabel Medina Garrigues  | 1er tour (1/64) | Victoria Azarenka   | 1er tour (1/64) | Anabel Medina   |
| 2009  | 2e tour (1/32)   | Marion Bartoli      | 1er tour (1/64)          | Jill Craybas             | 1er tour (1/64) | Jill Craybas        | 1er tour (1/64) | Maria Sharapova |
| 2010  | 2e tour (1/32)   | Shahar Peer         | 1er tour (1/64)          | Justine Henin            | 1/2 finale      | Vera Zvonareva      | 2e tour (1/32)  | Mandy Minella   |
| 2011  | 2e tour (1/32)   | Monica Niculescu    | 2e tour (1/32)           | Gisela Dulko             | 1/4 de finale   | Petra Kvitová       | 2e tour (1/32)  | Peng Shuai      |
| 2012  | 2e tour (1/32)   | Galina Voskoboeva   | 2e tour (1/32)           | Francesca Schiavone      | 2e tour (1/32)  | Maria Sharapova     | 1/8 de finale   | Ana Ivanović    |
| 2013  | 1er tour (1/64)  | Romina Oprandi      | 1er tour (1/64)          | Eugenie Bouchard         | 1/8 de finale   | Agnieszka Radwańska | 1er tour (1/64) | Alison Riske    |
| 2014  | 2e tour (1/32)   | Samantha Stosur     | 2e tour (1/32)           | Maria Sharapova          | 1er tour (1/64) | Varvara Lepchenko   | 2e tour (1/32)  | Jelena Janković |
| 2015  | 2e tour (1/32)   | Dominika Cibulková  | 3e tour (1/16)           | Sloane Stephens          | 1er tour (1/64) | Belinda Bencic      | 1er tour (1/64) | Mona Barthel    |
| 2016  | 1er tour (1/64)  | Yaroslava Shvedova  | 1/4 de finale            | Samantha Stosur          | 1er tour (1/64) | Belinda Bencic      | 2e tour (1/32)  | Johanna Konta   |
| 2017  | 1er tour (1/64)  | Agnieszka Radwańska | 2e tour (1/32)           | Elina Svitolina          | 2e tour (1/32)  | Caroline Wozniacki  | —               | —               |
|       |                  |                     |                          |                          |                 |                     |                 |                 |
| 2020  | —                | —                   | 3e tour (1/16)           | Barbora Krejčíková       | Annulé          | Annulé              | 1/4 de finale   | Serena Williams |
| 2021  | 1er tour (1/64)  | Hsieh Su-wei        | Q2                       | Susan Bandecchi          | 1er tour (1/64) | Yulia Putintseva    | 1er tour (1/64) | Daria Kasatkina |

N.B. : à droite du résultat se trouve le nom de l'ultime adversaire.

### En double dames
N.B. : le nom de la partenaire se trouve sous le résultat ; les noms des ultimes adversaires se trouvent à droite.

## Parcours en «Premier» et WTA 1000
Les tournois WTA « Premier Mandatory » et « Premier 5 » (entre 2009 et 2020) et WTA 1000 (à partir de 2021) constituent les catégories d'épreuves les plus prestigieuses, après les quatre levées du Grand Chelem. 

De 2009 à 2023, les tournois Premier Mandatory (dits tournois WTA 1000 obligatoires entre 2021 et 2023) regroupent Indian Wells, Miami, Madrid et Pékin, les autres constituant les tournois Premier 5 (tournois WTA 1000 non-obligatoires). À partir de 2024, le nombre de tournois WTA 1000 passe à 10 par saison (fin de l’alternance Doha / Dubaï), ces derniers devenant tous obligatoires et offrant tous 1000 points à la vainqueure (contre 900 points précédemment pour les tournois Premier 5).

### En simple dames
| Année |       |                            |                              |                                  |                               |                                 |                               |       |                             |                                 |  |                             |
| Doha  | Dubaï | Indian Wells               | Miami                        | Madrid                           | Rome                          | Canada                          | Cincinnati                    | Pékin |                             | Tokyo                           |  |                             |
| Doha  | Dubaï | Indian Wells               | Miami                        | Madrid                           | Rome                          | Canada                          | Cincinnati                    | Pékin | Wuhan                       |                                 |  |                             |
| Doha  | Dubaï | Indian Wells               | Miami                        | Madrid                           | Rome                          | Canada                          | Cincinnati                    | Pékin | Guadalajara                 |                                 |  |                             |
| 2009  |       | Hors calendrier            | 2e tour (1/16) D. Cibulková  | 2e tour (1/32) D. Safina         | 1er tour (1/64) F. Schiavone  | 1er tour (1/32) A. Rezaï        | 1er tour (1/32) F. Pennetta   |       |                             |                                 |  |                             |
| 2010  |       | Hors calendrier            |                              | 2e tour (1/32) Kleybanova        | 2e tour (1/32) C. Wozniacki   |                                 |                               |       |                             | 1er tour (1/32) M. Sharapova    |  | 2e tour (1/16) R. Vinci     |
| 2011  |       | Hors catégorie             | 2e tour (1/16) S. Kuznetsova | 2e tour (1/32) A. Cornet         | 2e tour (1/32) L. Domínguez   | 1er tour (1/32) A. Szávay       | 1er tour (1/32) D. Hantuchová |       | 1er tour (1/32) C. McHale   | 1er tour (1/32) S. Stosur       |  | 2e tour (1/16) V. Zvonareva |
| 2012  |       | 3e tour (1/8) M. Bartoli   | Hors catégorie               | 1er tour (1/64) C. Suárez        | 2e tour (1/32) R. Vinci       | 1er tour (1/32) A. Medina       | 1er tour (1/32) V. King       |       | 1er tour (1/32) S. Stephens | 1er tour (1/32) V. Lepchenko    |  | 1er tour (1/32) L. Šafářová |
| 2013  |       | 1er tour (1/32) R. Oprandi | Hors catégorie               | 1er tour (1/64) C. McHale        | 1er tour (1/64) D. Hantuchová | 1er tour (1/32) A. Radwańska    | 1er tour (1/32) J. Janković   |       |                             |                                 |  |                             |
| 2014  |       | 2e tour (1/16) A. Beck     | Hors catégorie               | 1er tour (1/64) M. Keys          | 3e tour (1/16) A. Kerber      | 1er tour (1/32) L. Arruabarrena | 1er tour (1/32) P. Cetkovská  |       | 1er tour (1/32) C. Suárez   | 2e tour (1/16) S. Williams      |  |                             |
| 2015  |       | Hors catégorie             | 3e tour (1/8) S. Halep       | 1er tour (1/64) S. Karatantcheva | 2e tour (1/32) F. Pennetta    | 2e tour (1/16) L. Šafářová      | 1er tour (1/32) Z. Diyas      |       | 2e tour (1/16) S. Williams  | 1er tour (1/32) M. Duque Mariño |  | 1er tour (1/32) C. Giorgi   |
| 2016  |       | 1er tour (1/32) S. Errani  | Hors catégorie               | 2e tour (1/32) T. Bacsinszky     |                               |                                 |                               |       | 2e tour (1/16) R. Vinci     |                                 |  |                             |
| 2017  |       | Hors catégorie             | 1er tour (1/32) E. Mertens   | 1er tour (1/64) B. Bencic        | 1er tour (1/64) V. Golubic    |                                 |                               |       |                             |                                 |  |                             |
|       |       |                            |                              |                                  |                               |                                 |                               |       |                             |                                 |  |                             |
| 2021  |       | Hors catégorie             |                              |                                  | 2e tour (1/32) A. Sabalenka   |                                 |                               |       |                             | Annulé                          |  | Annulé                      |

Sous le résultat, l’ultime adversaire.
1. 1 2   Les tournois de Doha et Dubaï alternent le statut de tournoi WTA 1000 (ex Premier 5) entre 2009 et 2023 : les trois premières éditions ont lieu à Dubaï, les trois suivantes à Doha, puis Dubaï accueille le tournoi de cette catégorie les années impaires et Dubaï les années paires. De 2011 à 2023, la ville qui n’accueille pas de WTA 1000 organise à la place un tournoi WTA 500 (ex Premier).
2. 1 2 3 4 5 6 7 8   L’ordre de déroulement des tournois a évolué depuis 2009 : Rome se dispute avant Madrid et Cincinnati avant Montréal/Toronto jusqu’en 2010, tandis que Tokyo/Wuhan/Guadalajara ont lieu avant Pékin jusqu’en 2023.
3. 1 2  Du fait de la pandémie de Covid-19, les tournois d’Indian Wells, de Miami, de Madrid, du Canada, de Wuhan et de Pékin sont annulés en 2020. Ces deux derniers le sont également en 2021. Pour des raisons d’organisation, le tournoi de Cincinnati 2020 a exceptionnellement lieu à Flushing Meadows à New York.

### En double dames
| 2009 |   |   |   |   |   |   |   |   |   |  |  |                                                                             |   |   |   |   |   |   |  |  |
| —    | — | — | — | — | — | — | — | — | — |  |  | 1er tour (1/16) Gledacheva \|\| style="text-align:left;" \| Brianti Dentoni | — | — | — | — | — | — |  |  |

N.B. : le nom de la partenaire se trouve sous le résultat ; les noms des ultimes adversaires se trouvent à droite.

## Parcours aux Jeux olympiques

### En simple dames
| # | Date       | Nom de l'olympiade                  | Surface      | Résultat        | Ultime adversaire  | Score         |          |
| - | ---------- | ----------------------------------- | ------------ | --------------- | ------------------ | ------------- | -------- |
| 1 | 11/08/2008 | Olympic Tennis Event Pékin          | Dur (ext.)   | 2e tour (1/16)  | Dominika Cibulková | 6-2, 6-2      | Parcours |
| 2 | 28/07/2012 | Olympic Tennis Event Londres        | Gazon (ext.) | 2e tour (1/16)  | Flavia Pennetta    | 7-5, 6-1      | Parcours |
| 3 | 06/08/2016 | Olympic Tennis Event Rio de Janeiro | Dur (ext.)   | 1er tour (1/32) | Laura Siegemund    | 1-6, 6-4, 6-2 | Parcours |

## Parcours en Fed Cup
| #                                                             | Date       | Lieu    | Surface      | Gagnante(s)                  | Perdante(s)                      | Score          |          |
|                                                               |            |         |              |                              |                                  |                |          |
| 2004 - Barrage (groupe mondial I) - Bulgarie - Japon - 2 : 3  |            |         |              |                              |                                  |                |          |
| 1                                                             | 10/07/2004 | Plovdiv | Terre (ext.) | Shinobu Asagoe               | Tsvetana Pironkova               | 7-66, 3-6, 6-4 | Parcours |
| 1                                                             | 10/07/2004 | Plovdiv | Terre (ext.) | Tsvetana Pironkova           | Yuka Yoshida                     | 6-1, 6-3       | Parcours |
|                                                               |            |         |              |                              |                                  |                |          |
| 2005 - Barrage (groupe mondial II) - Japon - Bulgarie - 4 : 1 |            |         |              |                              |                                  |                |          |
| 2                                                             | 09/07/2005 | Tokyo   | Dur (int.)   | Rika Fujiwara Akiko Morigami | Tsvetana Pironkova Maria Penkova | 6-1, 6-2       | Parcours |

## Classements WTA en fin de saison
| Année          | 2002 | 2003 | 2004 | 2005 | 2006 | 2007 | 2008 | 2009 | 2010 | 2011 | 2012 | 2013 | 2014 | 2015 | 2016 | 2017 | 2020 | 2021 |
| Rang en simple | 553  | 344  | 295  | 88   | 62   | 98   | 46   | 99   | 35   | 46   | 42   | 108  | 39   | 59   | 65   | 162  | 135  | 245  |
| Rang en double | -    | -    | -    | -    | 304  | -    | 205  | 190  | -    | 342  | 1123 | 344  | 363  | 902  | -    | -    | -    | -    |

source : (en) Classements de Tsvetana Pironkova sur le site officiel de la Fédération internationale de tennis